# 皆野駅

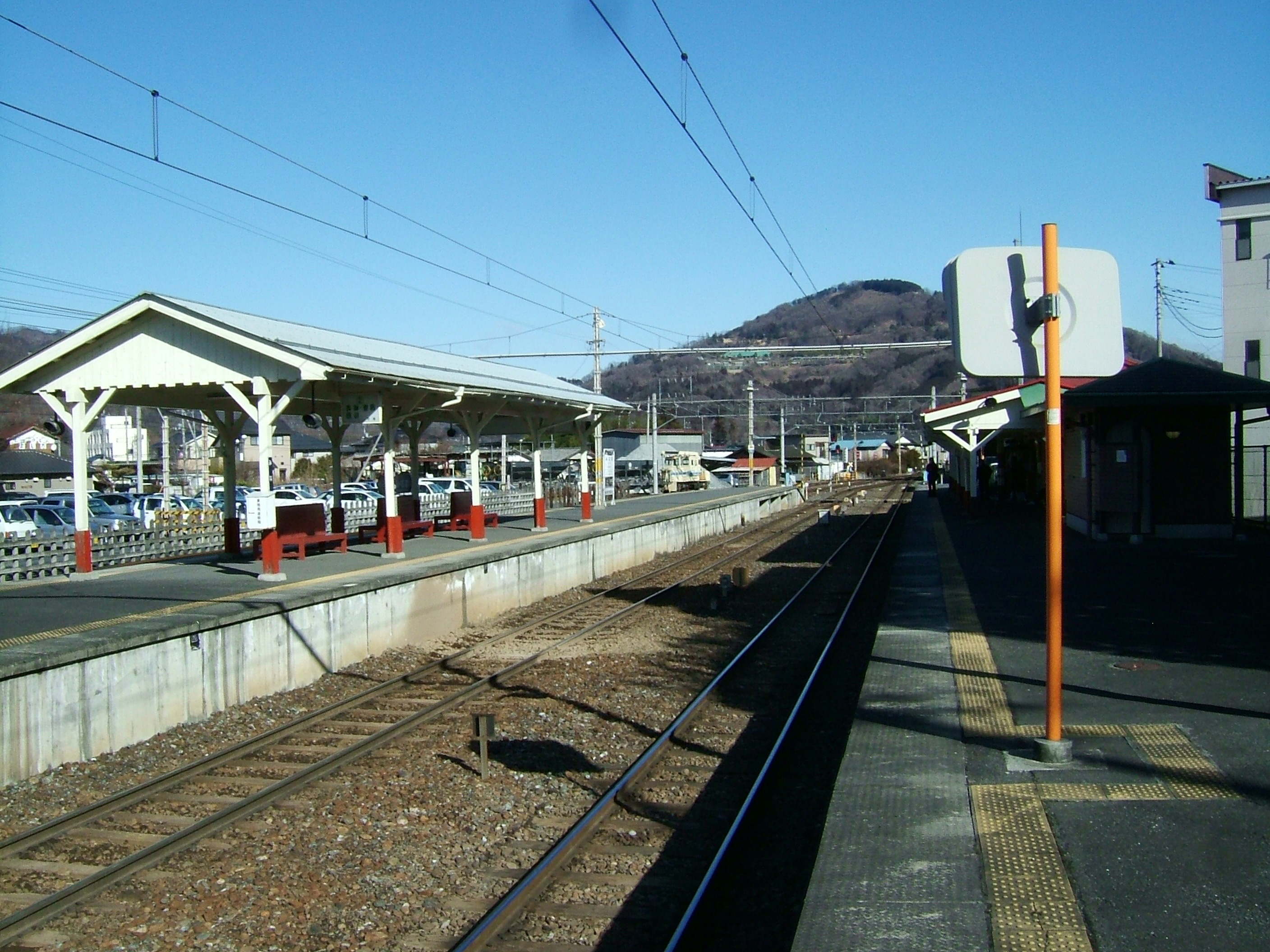
ホーム（2008年2月）

皆野駅（みなのえき）は、埼玉県秩父郡皆野町大字皆野にある秩父鉄道秩父本線の駅である。駅番号はCR27。

## 歴史
- 1914年（大正3年）10月27日：開業。
- 2020年（令和2年）1月29日：副駅名「秩父音頭のふる里」が設定され、「皆野（秩父音頭のふる里）駅」となる。
- 2022年（令和4年）3月12日：ICカード「PASMO」の利用が可能となる[1]。同時に無人化[1]。

## 駅構造
単式ホーム+島式ホーム2面3線を有する地上駅。木造駅舎を有する。無人駅である。簡易PASMO改札機・PASMOチャージ機設置駅。
無人化以前は業務委託駅（管理駅:寄居駅）であり、駅係員勤務時間は平日7:00 - 22:10、土休日は7:30 - 19:00となっていた。
トイレは、改札内にあり水洗式。

### のりば
| 番線 | 路線                                     | 方向                                     | 行先                                     |
| ---- | ---------------------------------------- | ---------------------------------------- | ---------------------------------------- |
| 1    | ■秩父線                                  | 下り                                     | 秩父・三峰口方面                         |
| 2    | ■秩父線                                  | 上り                                     | 長瀞・寄居・熊谷・行田市・羽生方面       |
| 3    | （貨物列車待機用。客扱いには使われない） | （貨物列車待機用。客扱いには使われない） | （貨物列車待機用。客扱いには使われない） |

## 利用状況
- 2019年度の1日平均乗車人員は529人である。

| 年度               | 乗車人員 （1日平均） |
| ------------------ | -------------------- |
| 2009年（平成21年） | 662                  |
| 2010年（平成22年） | 666                  |
| 2011年（平成23年） | 652                  |
| 2012年（平成24年） | 637                  |
| 2013年（平成25年） | 618                  |
| 2014年（平成26年） | 628                  |
| 2015年（平成27年） | 612                  |
| 2016年（平成28年） | 607                  |
| 2017年（平成29年） | 537                  |
| 2018年（平成30年） | 547                  |
| 2019年（令和元年） | 529                  |

## 駅周辺
- 秩父七福神 圓福寺
- 国道140号
- 埼玉県道43号皆野荒川線 - 駅前を通る
- 埼玉県道206号皆野停車場線
- 荒川
  - 皆野橋
  - 新皆野橋
- 皆野町役場
- 皆野町文化会館
- 皆野町運動公園（み〜な公園）
- 皆野町立皆野小学校
- 皆野町立皆野中学校
- 秩父消防署皆野分署
- 皆野郵便局
- ムクゲ自然公園
- ヤオヨシ皆野店
- 清水病院

## 路線バス
| 乗り場   | 系統     | 主要経由地                           | 行先       | 運行会社     | 備考 |
| -------- | -------- | ------------------------------------ | ---------- | ------------ | ---- |
| 皆野駅   | 三沢線   | 親鼻駅・中三沢・秩父駅               | 西武秩父駅 | 西武観光バス |      |
| 皆野駅前 | 日野沢線 | 長生荘・根古谷橋・秩父華厳前         | 西立沢     | 皆野町営バス |      |
| 皆野駅前 | 金沢線   | 長生荘・根古谷橋・いろは橋折り返し場 | 浦山       | 皆野町営バス |      |

## 隣の駅
秩父鉄道
■秩父本線
□SLパレオエクスプレス・■急行「秩父路」
長瀞駅 (CR24) - 皆野駅 (CR27) - 秩父駅 (CR30)
□各駅停車
親鼻駅 (CR26) - 皆野駅 (CR27) - 和銅黒谷駅 (CR28)